# Radar Jagdschloss
Le radar Jagdschloss était un radar allemand de veille lointaine et de surveillance des combats (Battle Control) conçu juste avant le début de la Seconde Guerre mondiale. Bien qu'il ait été produit à un petit nombre d'exemplaires, le Jagdschloss est historiquement important car il est le premier radar à offrir une vue panoramique à angle d'élévation constant ou PPI (sigle anglais pour « Plan Position Indicator »). En Allemagne, ce type d'affichage est appelé « panorama ».

## Étude et développement
Les études pour le système d'affichage PPI apparaissent relativement tôt dans l'histoire du radar ; Hans Hollmann prend un brevet sur son principe dès 1936. À cette époque le développement des autres radars de  GEMA, en particulier le Freya, avait priorité si bien que le travail sur le PPI ne démarra vraiment qu'en 1939. Cette année-là, l'essor du radar était tel qu'il était possible de construire un prototype à partir d'éléments d'autres radars déjà existants.
Un radar connu sous le nom de Tremmen Radar Tower a été mis au point selon ce principe au sud de Berlin. Il utilisait une grande antenne composée de deux rangées de quatre dipôles demi-onde alignés horizontalement et pivotant sur un axe situé au sommet du pylône. Il ressortit des essais qu'il fallait enregistrer le retour de cinq impulsions pour que la cible devienne visible sur l'afficheur, la vitesse de rotation de l'antenne a donc été ajustée avec la fréquence de répétition des impulsions du radar pour obtenir la meilleure détection angulaire. La partie radio de ce prototype provenaient des radars Wassermann et Freya ; ce Jagdschloss opérait sur la longueur d'onde classique de 2,4 m (environ 125 MHz) sous une puissance de 30 kW.

## Production en série

### Description
Bien que cet équipement ait démontré son utilité, les premiers exemplaires ne sont pas commandés avant la fin 1942, sans doute en raison de l'augmentation des offensives nocturnes du Royal Air Force Bomber Command à cette époque. Les exemplaires de série du Jagdschloss sont plus gros que le prototype avec une antenne de 24 m de longueur sur 3 m de hauteur. L'électronique est conçue spécifiquement pour les exemplaires de série et peut opérer sur deux bandes : 1,2–1,9 m ou 1,9–2,5 m. La première série d'appareils est produite par Siemens & Halske.
Le Jagdschloss présente quelques « angles morts » en raison de la disposition de ses antennes en haut d'une tour de 8 m de hauteur. Par exemple, un avion volant à 20 000 pieds (6 000 m) d'altitude à une distance comprise entre 60 et 80 km sera invisible parce que l'écho par réflexion directe en provenance de l'avion va interférer avec celui qui sera réfléchi par le sol. Ce problème est résolu, dans un premier temps, par la mise en place sous la tour d'un grand filet de fils conducteurs (Reflektor-Netz).
Le Jagdschloss Michael apporte une solution plus élégante à ce problème. Michael ajoute une deuxième antenne, derrière l'antenne originale, qui opère sur 50 cm de longueur d'onde grâce à un dispositif fabriqué par Telefunken — vraisemblablement adapté du radar Würzburg. La portée est également augmentée et atteint 150–300 km ce qui impose d'améliorer la résolution angulaire pour être toujours capable de détecter un avion. Pour ce faire, Michael met en œuvre une nouvelle antenne de 50 m de longueur qui remplace l'ancienne antenne de 24 m. Elle est si imposante qu'il faut repenser la structure qui la supporte en la soutenant par deux chariots qui se déplacent sur rails à une certaine distance de l'arbre central.
Un autre dispositif centimétrique expérimental, appelé Jagdschloss Z, est construit à Werneuchen, à l'est de Berlin. Ce système opère sous 9 cm de longueur d'onde, ce qui est très court pour l'époque. L'antenne est fabriquée à partir des parties centrales des paraboles du radar Würzburg, empilées verticalement afin de former une antenne unique avec une ouverture réelle de 72 longueurs d'onde.

### Dispositifs complémentaires

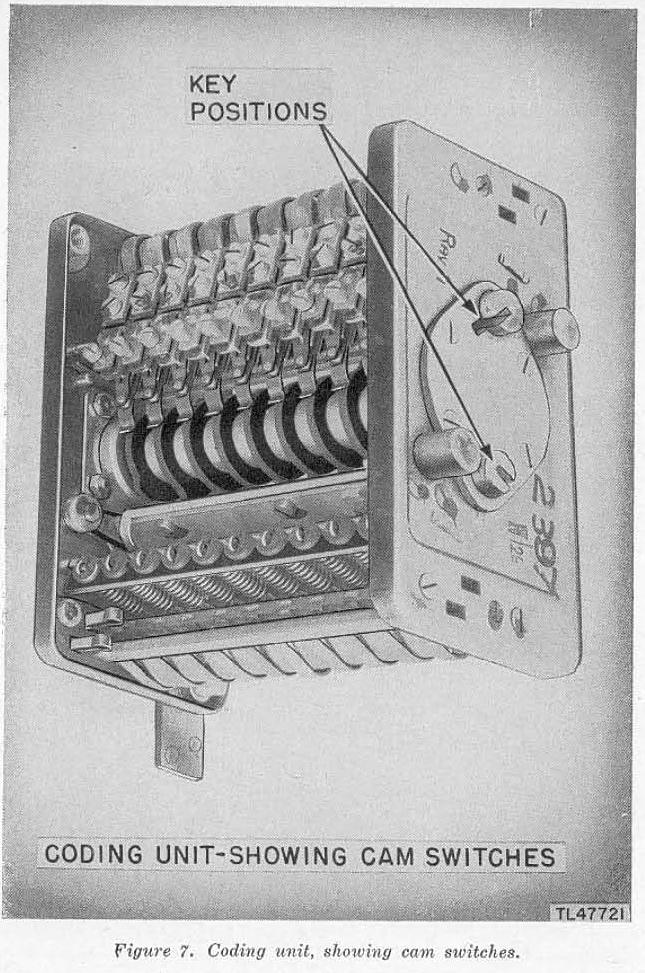
Décodeur Erstling.

Tous les types de Jagdschloss pouvaient être équipés en option du système Identification friend or foe (IFF) Erstling. De la même façon que les IFF britanniques, l'Erstling transmet son code lorsqu'il reçoit le signal d'un radar Jadgschloss. Le signal de retour est légèrement retardé et apparait comme un deuxième spot sur l'écran du radar ce qui permet à l'opérateur de reconnaitre un avion ami visuellement.
Contrairement au dispositif anglais, il semble que l'Erstling transmettait en retour un signal en code morse. Le FuG25a Erstling comporte deux clefs d'encodage à l'intérieur, chacune codée sur 10 bits. L'une s'appelle la Reichskennung et l'autre la Verbandskennung (la clef de l'escadron).
Un système connexe, le Jagdhütte est également mentionné en référence au Erstling. Il s'agit d'une version simplifiée du Jagdschloss, sans récepteur radar, pour être uniquement utilisé avec les signaux IFF de l'Erstling. Ce système servait uniquement au contrôle des avions de chasse « amis ».
Il existe un autre dispositif optionnel pour le Jagdschloss appelé Landbriefträger (« facteur rural »  en allemand) qui permet de brancher un écran PPI à une autre endroit que le radar. L'affichage peut ainsi être envoyé par téléphone depuis le site du radar aux unités de lutte antiaérienne, leur permettant ainsi d'organiser leurs attaques localement.

### Sources
- (en) Cet article est partiellement ou en totalité issu de l’article de Wikipédia en anglais intitulé « Jagdschloss radar » (voir la liste des auteurs).
- (en) Dr. Theodore Schultes Ing., (trad. en anglais par Martin Hollmann), Development of the first PPI Radar (Funkmess-Uebersichstverfahren)
- (en) Sean S. Swords, Technical History of the Beginnings of Radar, Londres, IEE/Peter Peregrinus, 1986, 325 p. (ISBN 0-86341-043-X)

Précisions concernant les sources
- Le document établit que le Jagdschloss fonctionne sur deux bandes dans la partie descriptive, mais sur trois bandes à un autre endroit. La troisième bande serait 2,4 à 4,0 m.
- La description dans le document du Jagdschloss Michael indique que le second signal est envoyé par l'arrière de l'antenne sur une longueur d'onde de 50 cm. Cependant, la description n'est pas tout à fait claire et la portée individuelle des longueurs d'onde n'est pas décrite. En effet, l'électronique de cette époque ne permettait pas d'obtenir une aussi grande puissance pour les courtes longueurs d'onde que pour les longueurs d'onde plus longues. Ainsi, normalement, la longueur d'onde vers arrière aurait pu avoir une plus courte portée que celle de l'avant de l'antenne mais le document ne donne aucune précision à ce sujet.